# Jav, Prav et Nav

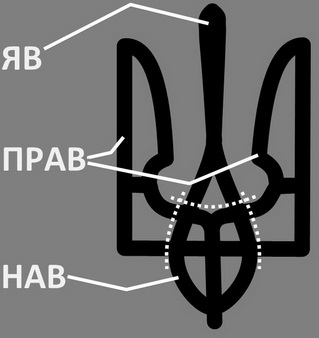
Une des images lié à son élément wikidata

Yav (Jav), Prav et Nav (en russe : Явь, Правь и Навь) sont les trois mondes décrits dans le Livre de Vélès.
Yav est le monde matériel, dans lequel nous sommes.
Yav est contenu au sein de Nav. Cependant les Dieux eux-mêmes font partie de Yav.
Nav est le monde immatériel, le pays des morts. Les étoiles sont les âmes des morts. Ainsi Svarga et Irij font partie de Nav.
Prav est la loi de Svarog qui régit à la fois Yav et Nav.